# Yersinia enterocolitica
Yersinia enterocolitica là một loại vi khuẩn Gram âm, hình trực khuẩn, thuộc họ Yersiniaceae. Chuyển động ở nhiệt độ 22–29°C (72-84°F), nhưng trở nên bất động ở nhiệt độ cơ thể người bình thường. Nhiễm Y. enterocolitica gây ra bệnh yersiniosis, một bệnh lây truyền từ động vật xảy ra ở người, cũng như ở nhiều loài động vật như gia súc, hươu, nai, lợn và chim. Nhiều động vật trong số này khỏi bệnh và trở thành vật mang mầm bệnh; đây là những nguồn lây nhiễm tiềm ẩn mặc dù không có dấu hiệu của bệnh. Vi khuẩn lây nhiễm vào vật chủ bằng cách sử dụng chất kết dính vận chuyển tam phân để bám vào tế bào vật chủ.